# Magnus Gruvén
Magnus Sven Leon Gruvén, född 16 maj 1952, död 31 augusti 2022, var en svensk IT-konsult, mest känd för att ha blivit offer för ett av de största nigeriabrevsbedrägerierna riktade mot en privatperson i Sverige.

## Bedrägeriet och dess konsekvenser
Gruvén blev lurad av internationella bedragare, vilket ledde till att han förlorade sitt hus och sina besparingar, totalt cirka 14,5 miljoner kronor. Han hamnade även i fängelse i både Spanien och Sverige efter att ha blivit involverad i smuggling av kokain, någonting som han enligt egen utsago påstår att han blivit lurad till. Historien började med ett nigeriabrev från en påstådd cancersjuk änka, Mrs Chelsea William, och hennes advokat Oben Wunga Wunga. När Gruvén tagits med nästan 5 kg kokain på Madrids flygplats dömdes han till sju års fängelse samt 1 miljon euro i böter. Straffet började han avtjäna på fängelset Soto del Real utanför Madrid och under covid-pandemin flyttades han till ett svenskt fängelse. Första gången hans fall rapporterades var i en artikel av Kim Malmgren på Expressen.

## Dokumentärer och medieuppmärksamhet
Magnus Gruvéns liv och de svårigheter han mötte har skildrats i dokumentären Miljonbedrägeriet – Mannen som svarade på ett nigeriabrev som släpptes av Sveriges Radio P3 den 16 maj 2024. Dokumentären beskriver de dramatiska händelserna och de svåra fängelseåren samt hur hans närmaste påverkades av bedrägeriet. Fallet har även tagits upp i andra mediekanaler, inklusive TV4 och Expressen. Dokumentären skapades av Dick Andersson och Emilio Di Stefano. Hans före detta hustru och två döttrar medverkade i dokumentären för att berätta om sina upplevelser under och efter bedrägeriet. Dessutom medverkade experterna Hans Brun, strategisk analytiker på polisen, och Lotta Mauritzson från Polisens nationella bedrägericentrum.